# Franc Malalan
Franc Malalan, duhovnik, narodni delavec, * 4. december 1891, Opčine, † 12. november 1960, Trst.

## Življenje in delo
Franc Malalan se je rodil v slovenski družini na Opčinah, oče je bil Ivan Marija, pristaniški delavec, mati Pavla (rojena Žvanut). Slovensko osnovno šolo je obiskoval v domači vasi, nato se je vpisal v nemško gimnazijo v Trstu kot gojenec škofijskega konvikta, kjer je maturiral leta 1911. Bogoslovje je obiskoval v Gorici, duhovniško posvečenje je prejel v Trstu 29. junija 1915. Nato je bil nekaj časa kot kaplan v Sežani, a so ga kmalu poklicali v vojsko, kjer je dobil čin stotnika in bil vojaški kurat. Kot marsikaterega Slovenca s Krasa, so ga poslali na fronto v Galicijo (kjer so se borili za Avstroogrsko cesarstvo), od koder se je srečno vrnil in nato po prvi svetovni vojni deloval do 3. julija 1920 v tržaški bolnišnici. Takrat so ga poslali kot župnika v Osp, kjer je bil za celih 19 let. Upravljal je področje, kjer je bilo 7 cerkva in je poleg Ospa obsegalo še Gabrovico, Mačkolje, Plavje, Sv. Barbaro – Korošce in Štramar – Žavlje. Takratne fašistične oblasti v Italiji so videle v njem vztrajnega borca za pravice Slovencev in mu zato niso dale miru, že med prvimi volitvami za italijanski parlament leta 1921 je bil celo ustreljen v nogo v Mačkoljah. Kot duhovnik in zavedni Slovenec je vedno vabil k zvestobi do Cerkve in naroda, razumel je dušo ljudstva in z njim trpel ter ga bodril. Pred drugo svetovno vojno je zato moral v konfinacijo v Pacentro v Abrucih, kjer se je tudi tam ljudem zelo priljubil. Ko se je leta 1941 vrnil iz konfinacije ni smel spet v Osp in so ga zato namestili za župnika v Borštu, kjer je ostal do 15. novembra 1959. V Borštu je tudi pokopan. Franc Malalan je bil tudi dober pevec, katehet in govornik, učil je mladino, rad se je pohvalil, da ni niti v vojaški suknji nikoli opustil brevirja, predvsem pa je vedno ostal zelo zaveden in ponosen Slovenec.